# Erdbeben vor Kamtschatka 2025
Das Erdbeben vor Kamtschatka 2025 war ein schweres Seebeben am 30. Juli 2025 um 11:24 Uhr Ortszeit vor der russischen Halbinsel Kamtschatka und löste einen Tsunami aus. Mit einer Magnitude von 8,8 MW war es das schwerste Erdbeben seit dem Tōhoku-Erdbeben von 2011 und eines der stärksten instrumentell registrierten Erdbeben überhaupt. Dennoch kam es nur zu vergleichsweise geringen Schäden.

## Erdbeben
Das Erdbeben ereignete sich an der Subduktionszone des Kurilengrabens, wo sich die Pazifische Platte relativ zur Nordamerikanischen Platte mit einer Geschwindigkeit von etwa 8 Zentimetern pro Jahr nach Westnordwest bewegt und unter der Nordamerikanischen Platte subduziert. Der Herdvorgang des Bebens war eine Überschiebung. Das Epizentrum lag etwa 129 km ostsüdöstlich der Stadt Petropawlowsk-Kamtschatski mit einer Herdtiefe von 35 km. Die US-amerikanische Erdbebenwarte USGS ermittelte dafür eine Momenten-Magnitude von 8,8 MW und schätzt aufgrund der Stärke des Bebens die Größe der Bruchzone auf 390 km × 140 km. Es war eines der zehn stärksten je instrumentell gemessenen Erdbeben. Bei dem Erdbeben verschob sich Kamtschatka nach Südwesten, diese Lageänderung war mit fast zwei Metern im Süden der Halbinsel am größten.
Das Erdbeben war von zahlreichen, teils sehr starken Vor- und Nachbeben begleitet. Es gab 50 Vorbeben mit Stärken von 5,0 MW oder größer, das stärkste davon mit einer Magnitude von 7,4 MW am 20. Juli. Das stärkste Nachbeben ereignete sich 35 Minuten nach dem Hauptbeben und wies eine Magnitude von 6,9 MW auf.

## Tsunami
Es wurde eine Tsunamiwarnung für den gesamten Pazifikraum ausgerufen. In Teilen Kamtschatkas erreichten Wellen des Tsunamis Höhen von bis zu 5 Metern. In der Hafenstadt Sewero-Kurilsk kam es zu Überflutungen, auf den nördlichen Kurilen wurden Gebäude durch die Flutwellen beschädigt. Im Norden Japans wurden Wellenhöhen von bis zu 1,3 Metern registriert. Mehr als zwei Millionen Menschen in 229 Gemeinden Japans wurden zur Evakuierung aufgefordert. Auf den Midwayinseln wurden 1,8 Meter hohe Wellen registriert, auf Hawaii, wo die Bewohner aufgerufen waren, sich von der Küste fernzuhalten, wurden bis zu 1,7 Meter hohe Wellen beobachtet. An der kalifornischen Pazifikküste erreichte der Tsunami teils Wellenhöhen von etwa einem Meter, auf der zu Alaska gehörenden Inselgruppe der Aleuten waren es rund 40 Zentimeter. Auch in Ländern Nord- und Südamerikas wurden Tsunamiwarnungen ausgerufen. In Peru wurden 65 der 121 Meereshäfen vorsorglich geschlossen. In Chile wurden etwa 1,4 Millionen Menschen evakuiert, die Wellen erreichten dort jedoch nur eine Höhe von 60 Zentimetern.

## Folgen
Trotz der Stärke des Erdbebens kamen relativ wenige Menschen zu Schaden, was nach Einschätzung von Experten vermutlich mit der Lage des Epizentrums im Meer und den effektiven Tsunamiwarnungen zusammenhängt. Auf Kamtschatka wurden mehrere Menschen leicht verletzt. In Kumano in der Präfektur Mie stürzte eine 58-jährige mit ihrem Auto während der Evakuierung vor dem Tsunami eine Klippe herunter und zog sich dabei eine Kopfverletzung zu, der sie später im Krankenhaus erlag. In den Präfekturen Hokkaidō und Miyazaki wurden insgesamt 15 verletzte Personen gemeldet.
Das Strom- und Telefonnetz in Petropawlowsk-Kamtschatski brach teilweise zusammen. In Japan kam es aufgrund der Tsunamiwarnungen im ganzen Land zu Störungen im Zug- und Luftverkehr. Flüge von und zum Flughafen Sendai wurden vorübergehend eingestellt.

## Nachwirkungen
Am 30. Juli brach nach dem Erdbeben der Vulkan Kljutschewskaja Sopka aus, wie die russische Nachrichtenagentur RIA Novosti berichtete. Am 3. August brach der Vulkan Krascheninnikow aus, der etwa 600 Jahre nicht mehr aktiv war. Insgesamt brachen sieben Vulkane auf Kamtschatka aus. Der Vulkanologe Aleksei Oserow von der Russischen Akademie der Wissenschaften führt diese Eruptionen auf das Erdbeben zurück, das die Magmaansammlungen aktiviert und mit zusätzlicher Energie versehen habe.

## Belege
1. 1 2  M 8.8 - 2025 Kamchatka Peninsula, Russia Earthquake. USGS, abgerufen am 31. Juli 2025 (englisch).
2. 1 2  Leah Sarnoff, Theo Hayward: Russia earthquake has caused a ´parade of volcanic eruptions´: Expert. In: abcnews.go.com. 5. August 2025, abgerufen am 9. August 2025 (englisch).
3. ↑  M 8.8 - 2025 Kamchatka Peninsula, Russia Earthquake: Event Sequence. USGS, abgerufen am 9. August 2025 (englisch).
4. ↑  M 7.4 - 2025 Eastern Kamchatka, Russia Earthquake. USGS, abgerufen am 30. Juli 2025 (englisch).
5. ↑  M 6.9 - 147 km SE of Petropavlovsk-Kamchatsky, Russia. USGS, abgerufen am 30. Juli 2025 (englisch).
6. 1 2 3  Erdbeben in Russland: Tsunami-Warnung für gesamten Pazifikraum. In: orf.at. 30. Juli 2025, abgerufen am 30. Juli 2025.
7. ↑  Nach Erdbeben: Meterhohe Tsunami-Wellen in Russland. In: orf.at. 30. Juli 2025, abgerufen am 30. Juli 2025.
8. ↑  Video zeigt erstmals Moment, als Tsunami Russland trifft. In: n-tv.de. 5. August 2025, abgerufen am 6. August 2025.
9. 1 2  Tsunami warnings remain in Japan's Hokkaido and Tohoku NHK, 30. Juli 2025, abgerufen am 30. Juli 2025 (englisch)
10. 1 2  Tsunami risk appears to pass for U.S. after massive Russian earthquake; South American countries issue new warnings. In: cbsnews.com.  30. Juli 2025, abgerufen am 31. Juli 2025 (englisch).
11. ↑  Elissa Steedman: Why Russia's megathrust earthquake was among biggest ever recorded, but damage was minimal. In: abc.net.au. 31. Juli 2025, abgerufen am 31. Juli 2025 (englisch).
12. ↑  Millionen kehren nach Tsunami-Warnungen in Häuser zurück. In: orf.at. 31. Juli 2025, abgerufen am 31. Juli 2025.
13. ↑  Jackson Peck: Massive earthquake off Russia's east coast is one of the most powerful ever recorded. In: nbcnews.com. 30. Juli 2025, abgerufen am 31. Juli 2025 (englisch).
14. ↑  Gavin Blair,  Kate Lamb: Tsunami alerts from Japan to the US after powerful earthquake sparks warnings across Pacific. In: theguardian.com. 30. Juli 2025, abgerufen am 30. Juli 2025 (englisch).
15. ↑  津波警報受け避難中の車が崖下に転落 運転していた58歳女性が死亡 三重・熊野市. In: Livedoor. 30. Juli 2025, abgerufen am 30. Juli 2025 (japanisch).
16. ↑  【被害まとめ】死亡は1人、ケガ・搬送は15人. In: Nippon Television. 30. Juli 2025, abgerufen am 30. Juli 2025 (japanisch).
17. ↑  Karolin Schaefer, Julian Mayr: Vulkanausbruch nach schweren Erdbeben – Tsunami-Wellen erreichen die USA. In: fr.de. 30. Juli 2025, abgerufen am 30. Juli 2025.
18. ↑  6 km hohe Rauchsäule: Russlands Vulkan Krascheninnikow in Kamtschatka seit 600 Jahren erstmals wieder aktiv. In: euronews.com. 3. August 2025, abgerufen am 9. August 2025.